# Albína Goretkiová
Albína Goretkiová (Praag, 3 augustus 2005) is een voetbalspeelster uit Tsjechië. Ze speelde op huurbasis als middenvelder voor Excelsior in de Vrouwen Eredivisie.

## Clubcarrière
Goretkiová doorliep de jeugdopleiding van SK Slavia Praag en debuteerde op achttienjarige leeftijd voor de hoofdmacht van de club uit de Tsjechische hoofdstad in de I. liga žen. In het seizoen 2022/23 werd ze voor het eerst landskampioen van deze competitie. Op 8 december 2022 maakte Goretkiová haar debuut voor Slavia Praag in de groepsfase van de Champions League door in de 88ste minuut in te vallen in een uitwedstrijd tegen SKN St. Pölten. In de zomer van 2023 werd ze voor de duur van anderhalf seizoen verhuurd aan competitiegenoot Slovan Liberec om meer speelminuten te kunnen maken. In januari 2024 werd Goretkiová uitgeroepen tot 'Tsjechisch talent van het jaar 2023' tijdens een gala in het congrescentrum in Zlín.
In februari 2025 werd Goretkiová verhuurd aan Excelsior in de Vrouwen Eredivisie tot het einde van het seizoen 2024/25. Ze kreeg het rugnummer 6, dat was vrijgekomen na het vertrek van Lynn Groenewegen naar FC Twente. Goretkiová maakte in een met 0-4 verloren thuiswedstrijd tegen ADO Den Haag haar debuut in de Vrouwen Eredivisie door in de 46ste minuut in te vallen voor Sabrine Ellouzi. Excelsior maakte op 23 mei 2025 bekend dat Goretkiová een van de tien speelsters was die de club na het seizoen 2024/25 ging verlaten. Haar verhuurperiode werd niet verlengd, waarna ze terugkeerde naar Slavia Praag.

## Statistieken
| Seizoen | Club         | Competitie         | Competitie | Competitie | Beker | Beker | Champions League | Champions League | Overig | Overig | Totaal | Totaal |
| Seizoen | Club         | Competitie         | Wed.       | Dlp.       | Wed.  | Dlp.  | Wed.             | Dlp.             | Wed.   | Dlp.   | Wed.   | Dlp.   |
| ------- | ------------ | ------------------ | ---------- | ---------- | ----- | ----- | ---------------- | ---------------- | ------ | ------ | ------ | ------ |
| 2022/23 | Slavia Praag | I. liga žen        | ?          | ?          | ?     | ?     | 1                | 0                | ?      | ?      | 1      | 0      |
| 2024/25 | Excelsior    | Vrouwen Eredivisie | 3          | 0          | 0     | 0     | 0                | 0                | 0      | 0      | 3      | 0      |
| Totaal  | Totaal       | Totaal             | 3          | 0          | 0     | 0     | 1                | 0                | 0      | 0      | 4      | 0      |

Bijgewerkt t/m 23 mei 2025.

## Interlandcarrière
Goretkiová kwam als jeugdinternational uit voor Tsjechië -15, Tsjechië -17, Tsjechië -19 en Tsjechië -23.